# Stigmella dryadella
Stigmella dryadella is een vlinder uit de familie dwergmineermotten (Nepticulidae). De wetenschappelijke naam is voor het eerst geldig gepubliceerd in 1868 door O. Hofmann.
De soort komt voor in Europa.